# Mishehu Larutz Ito
Mishehu Larutz Ito (em hebraico: מישהו לרוץ איתו, literalmente: Someone to Run) é um filme dramático dirigido por Oded Davidoff, lançado em Israel em 2006 e baseado no romance homônimo de David Grossman. Estrelado por Bar Belfer, Yonatan Bar-Or e Tzahi Grad, segue a história de dois jovens estranhos com diferentes circunstâncias que acabam se unindo pelo destino.

## Sinopse
O filme conta a vida de duas pessoas não relacionadas, Tamar (Bar Belfer) e Assaf (Yonatan Bar-Or). Tamar tem talento na música e é uma garota calma e insegura que procura seu irmão em Jerusalém, deixando para trás toda a sua família. Quando ela deixa sua cidade, ela corta o cabelo para não ser reconhecida, e toca violão e canta nas ruas da cidade. O talento da menina atrai a atenção de Pessach (Tzahi Grad), um criminoso sob a fachada de um caçador de talentos. Do outro lado da história, Assaf, um garoto de 17 anos muito entediado e tímido, encontra-se em um emprego de verão na prefeitura e um dia ele é designado para procurar os donos de um cão perdido. Sem ter pistas do seu paradeiro, Assaf decide ser guiado pelo cão, que o leva a vários lados da cidade, onde, pouco a pouco, encontra pistas: depois de descobrir o verdadeiro dono do cão, os destinos de ambos os jovens se juntam quando Tamar tenta se salvar da ameaça do criminoso que a assedia.

## Elenco
- Bar Belfer como Tamar
- Yonatan Bar-Or como Assaf
- Yuval Mendelson como Shai
- Rinat Matatov como Shelly
- Tzahi Grad como Pesach
- Danny Steg como Tzahi
- Neomi Polani como Theodora
- [Rami Davidoff]] como Yonatan
- Smadar Jaaron como Lea

## Recepção
Christopher Farah do site Salon.com descreveu o livro como "uma história que o cinismo provoca um pouco de riso, dá uma sensação de satisfação e sentimentalismo faz você chorar de alegria". A adaptação cinematográfica recebeu críticas positivas. A revista Variety destacou as performances de Bar-Or e Belfer dizendo que "os meninos lidam com seus personagens com nostalgia, doçura e compaixão", enquanto o site Rotten Tomatoes reporta uma classificação de 85% de aceitação.
O filme recebeu um total de 12 nomeações no Israel Film Academy Awards, incluindo a melhor categoria de filme. Tzahi Grad ganhou o prêmio Ophir na categoria de melhor ator coadjuvante.